# David Case
Pour les articles homonymes, voir Case (homonymie).
David Case, né le 22 décembre 1937 à New York aux États-Unis et mort le 3 février 2018,, est un écrivain américain, auteur de romans western et de nouvelles d'horreur et de fantasy.

## Biographie
Écrivain prolifique, David Case ne s'est cantonné aux genres de l'horreur ou de la fantasy. En 1977, Mike Ashley dans son étude Who's Who In Horror And Fantasy Fiction affirme qu'il a écrit plus de trois cents romans pornographiques. Il écrit également des romans western. Pour toutes ces publications, il aurait utilisé au moins dix-sept pseudonymes.
Il est connu essentiellement pour ses nouvelles d'horreur dont les premières sont publiées en 1969 dans le recueil The Cell: Three Tales of Horror. La traduction française de ce recueil ne comprend que deux des trois nouvelles de l'édition américaine. La première Lune de sang (The Cell) « texte court, rapide et dense, portrait d'un monstre ou d'un fou, (…) accroche le lecteur et ne le lâche pas – comme le ferait un loup » selon Claude Mesplède. La seconde La Chasse au chasseur (The Hunter) est adapté pour la télévision en 1974 sous le titre Le Cri du loup (Scream of the Wolf) dans une réalisation de Dan Curtis.

## Œuvre

### Romans
- Black Hats
- Gold Fever
- Plumb Drillin' (1976)
  - Le Filon fantôme, Super noire no 53 (1976)
- The Fighting Breed
- Wolf Tracks (1980)
- The Third Grave (1981)

### Nouvelles
- The Cell (1969)
  - Lune de sang, dans le recueil Lune de sang, Série noire no 1351 (1970), réédition dans le recueil Trois saigneurs de la nuit, tome 3 no 210, Nouvelles Éditions Oswald (1988)
- The Dead End (1969)
- The Hunter (1969)
  - La Chasse au chasseur, dans le recueil Lune de sang, Série noire no 1351 (1970)
- Fengriffen (1971)
- Among the Wolves (1971)
- Strange Roots (1971)
- Neighbours (1978)
- A Cross to Bear (1981)
- Twins (1986)
- The War Is Over (1988)
- The Cannibal Feast (1994)
- Reflection (1997)
- Pelican Cay (1999)
- Brotherly Love (1999)
- The Foreign Bride (1999)
- Ogre of the Cleft (1999)
- Jimmy (1999)
- Anachrona (1999)
- The Terrestrial Fancy (1999)
- Penny Wise (2010)
- Skulls (2010)
- The Cave (2010)

### Recueils de nouvelles
- The Cell: Three Tales of Horror (1969)
  - Lune de sang, Série noire no 1351 (1970) (ne contient que deux des trois nouvelles de l'édition américaine)
- Fengriffen and Other Stories (1971)
- Brotherly Love and Other Tales of Faith and Knowledge (1998)
- Pelican Cay & Other Disquieting Tales (2010)
- Masters of the Weird Tale: David Case (2014)

## Filmographie

### Adaptation au cinéma
- 1973 : And Now the Screaming Starts!, adaptation de la nouvelle Fengriffen, film britannique réalisée par Roy Ward Baker

### Adaptation à la télévision
- 1974 : Le Cri du loup (Scream of the Wolf), téléfilm américain, adaptation de la nouvelle La Chasse au chasseur (The Hunter) réalisée par Dan Curtis

## Sources
- Claude Mesplède, Les années "Série noire" : bibliographie critique d'une collection policière, vol. 3 : 1966-1972, Amiens, Editions Encrage, coll. « Travaux / 22 », 1994 (ISBN 978-2-906389-53-3), p. 205-206.
- Claude Mesplède, Les années "Série noire" bibliographie critique d'une collection policière, t. 4 : 1972-1982, Amiens, Encrage, coll. « Travaux » (no 25), 1995 (ISBN 978-2-906389-63-2), p. 156.
- Claude Mesplède et Jean-Jacques Schleret, SN, voyage au bout de la Noire : inventaire de 732 auteurs et de leurs œuvres publiés en séries Noire et Blème : suivi d'une filmographie complète, Paris, Futuropolis, 1982 (OCLC 11972030), p. 62